# Paula de Roma
Santa Paula (Roma, 5 de maio de 347 — Belém, 404), também conhecida como Santa Paula de Roma, é uma santa cristã comemorada pela Igreja Católica no dia 26 de Janeiro. É considerada co-patrona da Ordem de São Jerónimo.

## Vida e obras

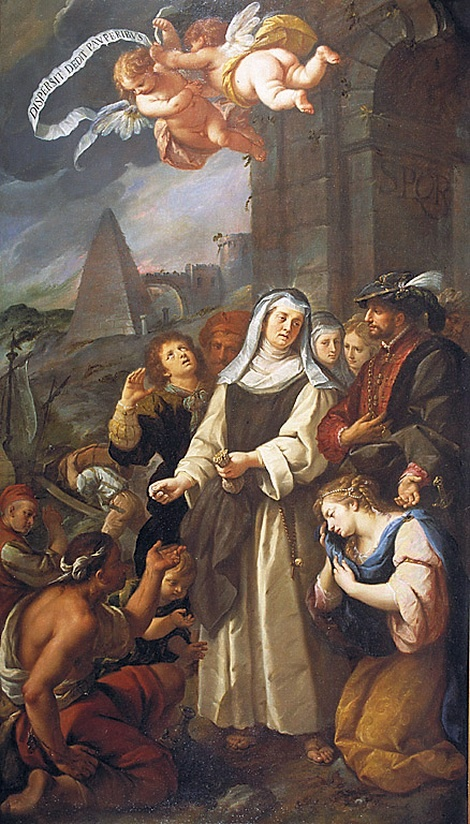
Santa Paula no exercício da caridade para com os pobres.

Paula pertencia à nobreza italiana, tendo sido casada com o senador Toxócio, com quem teve cinco filhos, dentre os quais Santa Eustóquia e Santa Blesila. No ano de 379 d.C., aos 32 anos, ficou viúva, dedicando sua fortuna e o resto de sua vida ao desenvolvimento espiritual e ao cuidado para com os pobres. Teve estreita amizade com Santa Marcela, Santo Epifânio e Paulino de Antioquia, bispo de Antioquia. Foi amiga e estudante espiritual de São Jerónimo, com quem teve contato em 382, tendo, posteriormente escrito sua biografia. Em 385 partiu como peregrina para a Terra Santa, estabelecendo-se em Belém, em 396, onde construiu igrejas, um hospital, um mosteiro, do qual foi primeira abadessa. Morreu, de causas naturais, no ano de 404, sendo sepultada na Basílica da Natividade.